# 아티스트 (2011년 영화)
아티스트(The Artist)는 미셸 하자나비시우스 감독의 2011년 프랑스의 로맨스 코미디 드라마 영화이다. 장 뒤자르댕, 베레니스 베조가 주연으로 참여했다. 1927년부터 1931년의 할리우드를 배경으로 하고 있으며 흑백 무성영화로 제작되었다.

## 줄거리
1927년, 무성 영화 배우 조지 발렌틴이 그의 최신 히트 영화 시사회 밖에서 사진을 찍기 위해 포즈를 취하고 있을 때 젊은 여성 페피 밀러가 우연히 그와 부딪쳤다. 발렌틴은 사고에 대해 유머러스하게 반응하고 카메라를 위해 페피와 함께 과시한다. 다음날 페피는 "Who's That Girl? "이라는 제목으로 버라이어티의 첫 페이지에 자신을 발견했다. 나중에 페피는 댄서로 오디션을 통해 헤드 라인을 활용하고 스튜디오 보스 Al 짐머의 반대에도 불구하고 키노그래프 스튜디오의 다음 프로덕션에 자신이 참여한다고 주장하는 발렌틴에게 발견된다. 함께 춤을 추는 장면에서 발렌틴과 페피는 찰떡 케미를 자랑한다. 탈의실에서 그녀를 찾은 후 그녀에게 아름다운 자리를 그리는 발렌틴의 약간의 안내에 따라 페피는 업계에서 천천히 상승하여 더 눈에 띄는 주연 역할을 얻는다.
2년 후 짐머는 키노그래프 스튜디오에서 무성 영화 제작 종료를 발표하지만 발렌틴은 소리가 유행일 뿐이라고 주장하며 무시한다. 꿈에서 발렌틴은 (청중과 마찬가지로) 환경에서 소리를 듣기 시작하지만 말을 할 수 없다가 땀을 흘리며 깨어난다. 그는 자신의 무성 영화인 Tears of Love를 제작 및 감독하기로 결정하고 자금을 조달했다. 이 영화는 페피의 새 유성 영화 Beauty Spot and the 1929 Stock Market Crash와 같은 날 개봉한다. 발렌틴이 파산을 피할 수 있는 유일한 기회는 그의 영화가 히트하는 것이다. 불행히도 청중은 대신 페피의 영화로 몰려 드는 반면 페피 자신을 포함하여 소수의 사람들 만이 발렌틴의 영화에 참석한다. 발렌틴이 망가진 상태에서 그의 아내 도리스는 그를 쫓아 내고 그의 대리 / 운전사 인 클리프턴과 그의 개와 함께 아파트로 이사한다. 페피는 계속해서 주요 할리우드 스타가 된다.
나중에 파산한 발렌틴은 자신의 모든 개인 소지품을 경매에 부쳐야 하고, 1년 넘게 충성스러운 클리프턴에게 돈을 지불하지 않았다는 사실을 깨닫고 그에게 차를 주고 해고하며 다른 직업을 구하라고 말한다. 우울하고 술에 취한 발렌틴은 화가 나서 이전 영화의 개인 컬렉션을 일치시킨다. 질산염 필름이 통제 불능 상태로 빠르게 타 오르자 그는 연기에 압도되어 여전히 필름 통 하나를 움켜 쥐고 불타는 집 안에서 기절한다. 그러나 발렌틴의 개는 인근 경찰의 도움을 받고 구조된 후 발렌틴은 화재로 인한 부상으로 입원한다. 페피는 병원을 방문하고 그가 구한 영화가 함께 춤을 추는 영화임을 알게된다. 그녀는 회복을 위해 그를 집으로 옮겨달라고 요청한다. 발렌틴은 그녀의 집 침대에서 깨어나 클리프턴이 현재 페피를 위해 일하고 있음을 알게 된다. 발렌틴은 페피가 그를 데려 간 것을 무시하는 것처럼 보이며 클리프턴은 발렌틴에게 그의 변화하는 행운을 상기시킨다.
페피는 짐머가 그녀의 조건에 동의하지 않으면 키노그래프를 그만두겠다고 위협하면서 그녀의 다음 영화에서 발렌틴이 공동 출연한다고 짐머에게 주장한다. 발렌틴은 페피가 자신의 경매 효과를 모두 구입했다는 사실을 알고 실망한 후 절망에 빠져 불타 버린 아파트로 돌아간다. 페피가 도착하고 당황하고 발렌틴이 권총으로 자살을 시도하려는 것을 알게된다. 페피는 그를 돕고 싶었을 뿐이라고 말한다. 그들은 포옹하고 발렌틴은 그녀에게 소용이 없다고 말한다. 아무도 그의 말을 듣고 싶어하지 않는다. 발렌틴의 뛰어난 춤 실력을 기억하는 페피는 짐머가 함께 뮤지컬을 만들도록 설득한다.
이제 청중은 페피와 발렌틴의 댄스 장면을 위해 영화가 시작되고 그들의 탭 댄스가 들리면서 두 번째로 소리를 듣는다. 안무가 끝나면 두 무용수의 숨소리가 들린다. 뮤지컬 감독이 큰 소리로 "컷!"이라 외치며 짐머는 "완벽하다. 아름답다."라는 말을 덧붙이다. 발렌틴은 "즐겁게"라고 대답하며 프랑스 억양을 드러낸다. 그런 다음 카메라는 다른 테이크 촬영을 준비하는 영화 제작진의 소리로 돌아간다.

## 출연
- 장 뒤자르댕 - 조지 발렌타인 역
- 베레니스 베조 - 페피 밀러 역
- 존 굿맨 - 짐머 역
- 제임스 크롬웰 - 클리프턴 역
- 맬컴 맥다월
- 퍼넬러피 앤 밀러 - 도리스 역
- 미시 파일
- 비치 털록 (Bitsie Tulloch)